# Marčenegla
Marčenegla is een plaats in de gemeente Buzet in de Kroatische provincie Istrië. De plaats telt 111 inwoners (2001).